# Stellan Westerdahl
Stellan Westerdahl (Göteborg, 1935. november 10. – Göteborg, 2018. augusztus 27.) olimpiai ezüstérmes svéd vitorlázó.

## Pályafutása
Az 1972-es müncheni olimpián csillaghajóban ezüstérmet szerzett Pelle Pettersonnal.

## Sikerei, díjai
- Olimpiai játékok
  - ezüstérmes: 1972, München – csillaghajó